# Dipodillus rupicola
Dipodillus rupicola (L.Granjon, V.M.Aniskin, V.Volobouev & B.Sicard, 2002) è un Roditore della famiglia dei Muridi endemico del Mali.

## Descrizione

### Dimensioni
Roditore di piccole dimensioni, con la lunghezza della testa e del corpo tra 95 e 106 mm, la lunghezza della coda tra 136 e 142 mm, la lunghezza del piede tra 26 e 27 mm, la lunghezza delle orecchie tra 14,5 e 16,5 mm e un peso fino a 39 g.

### Aspetto
Le parti dorsali sono castane, con la base dei peli grigia, mentre le parti ventrali sono interamente bianche. La linea di demarcazione lungo i fianchi è netta. Sono presenti delle macchie bianche distinte sopra e davanti ogni occhio e dietro la base di ogni orecchio. Le orecchie sono relativamente grandi. Le zampe sono bianche. La coda è più lunga della testa e del corpo e termina con un ciuffo di peli scuri. La pianta dei piedi è priva di peli. Il cariotipo è 2n=52 FNa=68.

## Biologia

### Comportamento
È una specie terricola e notturna.

## Distribuzione e habitat
Questa specie è conosciuta soltanto lungo il corso centrale del Fiume Niger, nel Mali.
Vive in zone rocciose e colline circondate da savane aride.

## Conservazione
La IUCN Red List, sebbene sia conosciuta soltanto in poche località ma con un habitat attualmente privo di minacce e una popolazione presumibilmente numerosa, classifica D.rupicola come specie a rischio minimo (Least Concern).